# 七小花
《七人之奈奈》是2002年開始播放的日本動畫作品。動畫版於2003年9月10日在香港無線電視翡翠台在《至Net小人類》節目時段首播。
漫畫版於《週刊少年Champion》2001年11月8日至2002年5月25日期間進行連載，原作今川泰宏、作畫國廣梓。單行本全3卷。

## 原作與動畫的差異
漫畫與動畫同步進行，但兩邊設定差異極大:
- 原作娜兒作為廢案的開朗設定移至動畫，並取代黑奈奈的大量戲份，並把黑奈奈的戲份移至動畫後期以反派身分登場。
- 奈奈分裂成七人的方式在原作和動畫由極大差異。
- 原作的奈奈與父母同住，且分裂成七人的原因為父親從海外帶來的琥珀；動畫則為與祖父鈴木六造同住，分裂成七人的原因改為六造的發明的稜鏡所造成。
- 原作僅登場一回的「考試戰隊」裝扮在動畫中大量出現，且因為稜鏡的影響，七人都擁有飛行能力和一定的怪力。
- 祖父六造在原作長期獨居於美國，為奈奈班導半田實的恩師，也是他從特別請來的幫手，動漫版則把國外找來的幫手改成了吉崎觀音筆下作品中常客串登場的外國人美樂蒂・哈妮，另外在Keroro軍曹中登場的藝人北城睦實(623)亦有應導演今川泰宏的設定下讓其登場，只是髮色修正成藍色。
- 班導半田實在原作初期就得知了奈奈分裂的七人的情況，並在被脅迫的情況下同意讓七人可以一起上學；動畫則是到結尾才得知。
- 原作大量裸露鏡頭在動畫中皆被刪除。

## 故事簡介
鈴木奈奈是一個稍微粗心大意優柔寡斷、成績平凡的初中生。她憧憬同級的神近優一，可是一直無法說出自己心情。某一天，意想不到的事使奈奈分成了性格不相同的7人。那時離高中入學考試還有1年，奈奈與6個分身一起下定應試作戰的決心，為的是「與神近考上同樣的高中，毫不隱瞞地說出戀慕心」。

## 登場人物
鈴木奈奈（聲：水樹奈奈／陳凱婷）
本作主人公。代表色為藍色，因為爺爺的新發明發生意外分裂為7個奈奈。是在什麼地方都可以見到非常普通的初中3年級生。稍微不認真學習，所以學業不太好，但因為父母長期在外地工作，一般的家務相當擅長。1986年7月24日出生。
在吉崎觀音的漫畫Keroro軍曹中亦有登場，但設定改為隸屬前忍廳組織「泰連」的上忍「老七」，和其六位分身也設定成了一起長大修練，長相類似的七名忍者。
奈奈姐（聲：桃森李桃／林元春）
從主人公分裂出來的6人其中1個。代表色為紅色。性格易怒，有幹勁。
奈奈小姐（聲：中原麻衣／劉惠雲）
從主人公分裂出來的6人其中1個。代表色為綠色。充滿知性，唯一戴眼鏡。
奈奈珠（聲：名塚佳織／沈小蘭）
從主人公分裂出來的6人其中1個。代表色為紫色。性格妖艷，具靈體質。
奈奈妹（聲：福井裕佳梨／鄭麗麗）
從主人公分裂出來的6人其中1個。代表色為青色。性格易哭。
奈奈子（聲：秋田圓香／盧素娟）
從主人公分裂出來的6人其中1個。代表色為橙色。性格悠閒，非常貪睡。
奈奈囡（聲：浅木舞／雷碧娜）
從主人公分裂出來的6人其中1個。代表色為黃色。性格開朗。
最先漫畫版是被黒奈奈取代的廢案，但動畫版反過來取代了黒奈奈的多數戲份。
黑奈奈（聲：水樹奈奈／曾秀清）
在動畫版後期登場的第8個的奈奈，七人中的壞心眼。
在漫畫中取代了開朗的戲份，但在動畫中情況又反轉回來取代了白奈奈的戲份。
白奈奈（聲：水樹奈奈／N/A）
在漫畫版和電視CD尾盤後期登場的第8個的奈奈。
小野寺瞳（聲：松來未祐／黄麗芳）
奈奈的好友。少數知道奈奈分裂為7人的人。為分裂出來的奈奈隨意改了一些有奈奈在內的稱呼。
鈴木六造（聲：麦人／陳曙光）
奈奈的爺爺，發明家。
原作為奈奈班導半田實的恩師，特地從美國被請回給奈奈上特別課程的幫手，動畫版則改成因為奈奈的父母在海外工作，所以和奈奈同住。
在吉崎觀音的漫畫Keroro軍曹中亦有登場，但設定改為前附屬忍廳組織「泰連」的首領，真實身分為脫離軍籍且隱藏地球的前K隆軍特務曹長Namumu。
神近優一（聲：石田彰／梁偉德）
奈奈的憧憬對象。學業成績優秀，愛好攝影的高材生。
木枯（聲：葉月繪理乃／蔡惠萍）
林葉（聲：小林惠美／黄鳳英）
森沼（聲：熊井統子／陸惠玲）
半田實（聲：稻葉實／陳永信）
丸岡雄之（聲：幹本雄之／盧國權）
巴町（聲：近藤隆／雷霆）
伏見（聲：杉田智和／鄺樹培）
623（聲：不明／陳卓智）
萱野月枝（聲：小谷朋子／梁少霞）

## 電視動畫

### 製作人員
- 原作、監督、系列構成 - 今川泰宏
- 人物原案 - 吉崎観音
- 人物設計、總作画監督 - 西田亜沙子
- 美術監督 - 武藤正敏
- 色彩設定 - 西表美智代
- 攝影監督 - 青木孝司、桑良人
- 編輯 - 瀬山武司
- 音樂 - 平野義久
- 音響監督 - 本田保則
- 動畫製作人 - 安部正次郎
- 製作人 - 岩田圭介、山崎立士、大澤信博
- 動畫製作 - A·C·G·T
- 製作 - 東京電視台、ADK、GENCO

### 主題曲
片頭曲
- 〈Success,success〉

作詞 - 国分友里恵 / 作曲、編曲 - 岩本正樹 / 歌 - nana×nana
- 〈變出我精彩〉（香港版片頭）

作詞：王菀之 / 作曲：岩本正樹 / 編曲：Adrian Chan / 歌：2R
片尾曲〈Birdie,birdie〉
作詞 - 国分友里恵 / 作曲、編曲 - 岩本正樹 / 歌 - 水樹奈奈

### 各話列表
| 話數     | 日文標題 | 香港標題                                         | 腳本       | 分鏡              | 演出       | 作畫監督                              | 播放日期       |
| -------- | -------- | ------------------------------------------------ | ---------- | ----------------- | ---------- | ------------------------------------- | -------------- |
| 第1問    |          | 七乘七！等於！奈奈？                             | 今川泰宏   | 今川泰宏          | 小林智樹   | 松本文男                              | 2002年 1月10日 |
| 第2問    |          | 大混亂！七個人一齊返學？                         | 今川泰宏   | 小林智樹          | 大宅光子   | 小林明美                              | 1月17日        |
| 第3問    |          | 七個人合而為一                                   | 今川泰宏   | 渡部高志          | 渡部高志   | 山口晋                                | 1月24日        |
| 第4問    |          | 誕生！考試戰隊！七色戰士                         | 今川泰宏   | 佐藤順一          | 高橋滋春   | 菅井嘉浩                              | 1月31日        |
| 第5問    |          | 神近同學！理想的高中                             | 小林靖子   | 佐山聖子          | 桝井剛     | 晶貴孝二                              | 2月7日         |
| 第6問    |          | 考試編號623！深夜電台大騷亂？                    | 池田眞美子 | 小林智樹          | 山内東生雄 | 松本文男                              | 2月14日        |
| 第7問    |          | 宵夜烹飪比賽！都係為左考試咋？                   | 横手美智子 | オオウエヒロアキ  | 大宅光子   | 石井久美                              | 2月21日        |
| 第8問    |          | 用英文表白！去收拾補習老師？                     | 小林靖子   | 高橋滋春          | 高橋滋春   | 梶浦紳一郎                            | 2月28日        |
| 第9問    |          | 天真的誘惑！戀愛的秘密同作弊？呃人               | 池田眞美子 | 中村隆太郎        | 中村隆太郎 | 山口晋                                | 3月7日         |
| 第10問   |          | 驚唔合格呀！突破學期尾的考試？                   | 横手美智子 | 山口晋            | 桝井剛     | 丸英男                                | 3月14日        |
| 第11問   |          | 魚與熊掌！真係兩者可以兼得呀！有無咁好彩呀？     | 横手美智子 | 植田秀仁          | 山内東生雄 | 関口雅浩                              | 3月21日        |
| 第12問   |          | 在仲夏之夜宿營！同緊張的膽量測試？好啦！         | 今川泰宏   | 遠藤徹哉          | 遠藤徹哉   | 松本卓也 西田亜沙子                   | 3月28日        |
| 第13問   |          | 戀愛英語會話！同神近同學在天空之中會面？好嘢！   | 今川泰宏   | 高橋滋春          | 高橋滋春   | 梶浦紳一郎 晶貴孝二 横瀬雄之          | 4月4日         |
| 第14問   |          | 要借Home Stays 嚟溫習！三藩市大騷亂呀！係呀？    | 今川泰宏   | 今川泰宏          | 小林孝嗣   | 伊藤良明 浜津武広                     | 4月11日        |
| 第15問   |          | 唔同的入學試！我地的前途由邊個決定呀？唔係呀嘛？ | 面出明美   | 植田秀仁          | 桝井剛     | 丸英男 牛島勇二                       | 4月18日        |
| 第16問   |          | 失戀的開放日！眼淚流乾的舞台                     | 池田眞美子 | 山内東生雄 山口晋 | 山内東生雄 | 山口晋 関口雅浩                       | 4月25日        |
| 第17問   |          | 奈奈消失的一日？出現的一日？點解呀？             | 小林靖子   | 川瀬敏文          | 松浦錠平   | 西田亜沙子                            | 5月2日         |
| 第18問   |          | 奈奈的聖誕節                                     | 今川泰宏   | 植田秀仁          | 桝井剛     | 梶浦紳一郎 柳瀬雄之                   | 5月9日         |
| 第19問   |          | 全家一齊渡過大除夕！爸爸媽媽返嚟的大危機？       | 池田眞美子 | 池端隆史          | 池端隆史   | 松本文男                              | 5月16日        |
| 第20問   |          | 絕對合格呀！為增強考試運而奔波？唔！             | 小林靖子   | 高橋滋春          | 高橋滋春   | 柳瀬雄之 村上勉                       | 5月23日        |
| 第21問   |          | 唔見左鉛芯筆！令人非常震驚的第八個奈奈？吓？     | 今川泰宏   | 山口晋            | 山内東生雄 | 関口雅浩 山口晋                       | 5月30日        |
| 第22問   |          | 對決！奈奈同神近同學！推薦入學的面試？鈴木同學   | 今川泰宏   | 佐藤順一          | 桝井剛     | 菅井嘉浩 丸英男 宮田奈保美 西田亜沙子 | 6月6日         |
| 第23問   |          | 推薦入學資格取消！我的戀愛同入學試點算呢？       | 今川泰宏   | 今川泰宏          | 桝井剛     | 松本文男                              | 6月13日        |
| 第24問   |          | 考試前一日！最後的一戰！奈奈對奈奈？             | 今川泰宏   | 植田秀仁          | 栗山美秀   | 柳瀬雄之 晶貴孝二 今木宏明            | 6月20日        |
| 第25問   |          | 成績發表！心靈之丘上開滿了鮮花！鈴木同學！       | 今川泰宏   | 今川泰宏          | 小林孝嗣   | 西田亜沙子 松本文男                   | 6月27日        |
| 補習問題 |          | 阿瞳而家唯有希望自己快D長大啦！                  | 面出明美   | 今川泰宏          | 桝井剛     | 西田亜沙子 松本文男                   | 10月2日        |

### 影音商品
VHS、DVD
- 2002年4月3日 - 2002年11月6日、Star Child（國王唱片）發售。全8卷。

| 卷數    | 發售日期      | 收錄話數 |
| ------- | ------------- | -------- |
| 1時間目 | 2002年4月3日  | 3話      |
| 2時間目 | 2002年5月1日  | 3話      |
| 3時間目 | 2002年6月5日  | 3話      |
| 4時間目 | 2002年7月3日  | 4話      |
| 5時間目 | 2002年8月7日  | 3話      |
| 6時間目 | 2002年9月4日  | 3話      |
| 7時間目 | 2002年10月2日 | 3話      |
| 8時間目 | 2002年11月6日 | 4話      |

### CD
- Success,success（2002年2月6日、KIDA-212）
- 七人のナナ 〜side story of nana〜音楽の時間（2002年3月27日、KICA-568）

| 曲目 | 內容                                             | 曲目 | 內容                                                       |
| ---- | ------------------------------------------------ | ---- | ---------------------------------------------------------- |
| 1    | ナナ朗読！ 声：鈴木ナナ（水樹奈々）              | 2    | New Frontier 歌：鈴木ナナ（水樹奈々）                      |
| 3    | 怒ナナっぺ 朗読！！ 声：怒ナナっぺ（桃森すもも） | 4    | 恋はダッシュで！ 歌：怒ナナっぺ（桃森すもも）              |
| 5    | 笑ナナっち 朗読○ 声：笑ナナっち（浅木舞）        | 6    | HAPPY☆COME COME 歌：笑ナナっち（浅木舞）                   |
| 7    | 泣ナナりん 朗読… 声：泣ナナりん（福井裕佳梨）    | 8    | 真昼の月 歌：泣きナナりん（福井裕佳梨）                    |
| 9    | 幸ナナっこ 朗読♪ 声：幸ナナっこ（秋田まどか）    | 10   | True Love,True Love,True Love 歌：幸ナナっこ（秋田まどか） |
| 11   | 頭ナナさま 朗読◎ 声：頭ナナさま（中原麻衣）      | 12   | Re Born（リボン） 歌：頭ナナさま（中原麻衣）               |
| 13   | 霊ナナぽん 朗読？ 声：霊ナナぽん（名塚佳織）     | 14   | どうして？ 歌：霊ナナぽん（名塚佳織）                      |
| 15   | ドラマ・「ゴッドナナ登場！？」                   | 16   | ドラマ・「七色そろってナナレンジャー！？」                 |
| 17   | 神近優一 朗読。 声：神近優一（石田彰）           | 18   | Birdie,birdie（nana×nana ver.） 歌：nana×nana              |

- 七人のナナ オリジナルサウンドトラック 〜side story of nana 2〜（2002年6月26日、KICA-578）

## 漫畫
| 冊數 | 秋田書店      | 秋田書店           | 東立出版社   | 東立出版社         |
| 冊數 | 發售日期      | ISBN               | 發售日期     | ISBN               |
| ---- | ------------- | ------------------ | ------------ | ------------------ |
| 1    | 2002年3月7日  | ISBN 4-25-320181-4 | 2003年9月3日 | ISBN 986-11-1627-3 |
| 2    | 2002年5月23日 | ISBN 4-25-320182-2 | 2003年9月3日 | ISBN 986-11-1628-1 |
| 3    | 2002年7月25日 | ISBN 4-25-320183-0 | 2003年9月3日 | ISBN 986-11-1968-X |

## 外部連結
- StarChild官方網站（页面存档备份，存于）（日語）